# Cordia cardenasiana
Cordia cardenasiana là loài thực vật có hoa trong họ Mồ hôi. Loài này được J.S.Mill. mô tả khoa học đầu tiên năm 1987.